# Saint-Genis-l'Argentière
Saint-Genis-l'Argentière är en kommun i departementet Rhône i regionen Auvergne-Rhône-Alpes i östra Frankrike. Kommunen ligger i kantonen Saint-Laurent-de-Chamousset som tillhör arrondissementet Lyon. År 2022 hade Saint-Genis-l'Argentière 986 invånare.

## Befolkningsutveckling
Antalet invånare i kommunen Saint-Genis-l'Argentière
| Referens: INSEE |